# توماک (آستراخان)
توماک (به لاتین: Tumak) یک منطقهٔ مسکونی در روسیه است که در استان آستراخان واقع شده‌است.